# Фредерик, Фрэнсис
Фрэнсис Харланд «Фрэнк» Фредерик (англ. Francis Harland "Frank" Frederick; 28 февраля 1907, Аламида, Калифорния — 2 мая 1968, Беркли, Калифорния) — американский гребец, выступавший за сборную США по академической гребле в конце 1920-х годов. Чемпион летних Олимпийских игр в Амстердаме в зачёте восьмёрок, победитель и призёр многих студенческих регат. Также известен как горный инженер.

## Биография
Фрэнсис Фредерик родился 28 февраля 1907 года в городе Аламида, штат Калифорния.
Занимался академической греблей во время учёбы в Калифорнийском университете в Беркли, состоял в местной гребной команде «Калифорния Голден Беарс», неоднократно принимал участие в различных студенческих регатах. Выделялся из всей университетской восьмёрки своим энтузиазмом и оптимистичным настроем, являлся главным вдохновителем в команде.
Наивысшего успеха в гребле на международном уровне добился в сезоне 1928 года, когда, ещё будучи студентом университета, вошёл в основной состав американской национальной сборной и благодаря череде удачных выступлений удостоился права защищать честь страны на летних Олимпийских играх в Амстердаме. В распашных восьмёрках с рулевым благополучно преодолел все предварительные этапы и в решающем финальном заезде более чем на две секунды опередил главных конкурентов британцев — тем самым завоевал золотую олимпийскую медаль.
Окончив университет в 1930 году, впоследствии стал достаточно известным горным инженером на севере Калифорнии. Удостоен наград Order of the Golden Bear и Geological Honor Fraternities.
Умер 2 мая 1968 года в Беркли, штат Калифорния, в возрасте 61 года.